# MiR-24

miR-24小分子核糖核酸（英語：miR-24 microRNA）是一类非編碼RNA，可调节基因表达。在其转录时会形成长约70nt的前体，后被Dicer切割为成熟的22nt的小RNA。